# Márkusfalva (Szlovákia)
Márkusfalva (1899-ig Márkus-Csépánfalu, szlovákul Markušovce, németül Marksdorf) község Szlovákiában, a Kassai kerület Iglói járásában. Márkusfalva és Csépánfalu (Cseszánfalva) egyesülésével jött létre.

## Fekvése
Iglótól 6 kilométerre keletre, a Hernád partján fekszik.

## Története

### Csépánfalu
1295-ben említik először. 1787-ben 68 háza és 677 lakosa volt.
A 18. század végén Vályi András így ír róla: „CSEPÁNFALVA. Stefansdorf, Stepanovce. Elegyes tót falu Szepes Vármegyében, földes Ura Márjásy Uraság, a’ kinek épületével díszesíttetik, lakosai katolikusok, fekszik Márkus Falvának szomszédságában, ’s ennek filiája, Iglótól fél mértföldnyire. Határja meglehetős, eladásra jó módgya van.” 
1828-ban 70 házát 517-en lakták.
Fényes Elek 1851-ben kiadott geográfiai szótárában így ír a faluról: „Csepánfalva, tót falu, Szepes vmgyében, Markusfalva mellett: 628 kath., 32 evang. lak. Határa meglehetős. F. u. Márjássy. Ut. p. Lőcse.”
A 19. század második felében csatolták Márkusfalvához.

### Márkusfalva
A falu a 12. század elején keletkezett határőrfaluként, 1280-ban a Máriássy család őseinek birtokaként említik. Várát 1284-ben építették, a falut 1289-ben említik először „villa Marci” néven. A várat a 14. században gótikus palotával bővítették. A falu 1311-ben „Marcusfalua”, 1328-ban „Szentmichalur”, 1345-ben „Mariusdorf”, 1346-ban „Marcusfalua”, 1352-ben „Zentmyhal, que al. n. villa Marci nuncupatur”, 1355-ben „Máriásfalva” , 1378-ban „Markusfalua alias Zenthmihal”, 1505-ben „Markussowcze”, „Markusfalua” alakban szerepel az írott forrásokban. 1528 novemberében a Máriássyakkal torzsalkodó lőcseiek megostromolták és miután kirabolták, felgyújtották a várat. A 16. század végére állították helyre. A vár alatt 1632-ben építtette Máriássy Ferenc kis méretű udvarházát. A faluban 1663-ban humanista iskolát létesítettek nemesek számára. Az udvarház 1732-ben már romokban állt. A várat a 18. század elejéig lakták, majd 1773-ban egy villámcsapás végképp rommá tette. Ugyanebben az évben az udvarházat viszont rokokó stílusban újjáépítették, ekkor kapta mai, cikornyás külsejét. Márkusfalvának 1787-ben 65 háza és 408 lakosa volt.
A 18. század végén Vályi András így ír róla: „MÁRKUSFALVA. Markusovce Marksdorf. Német falu Szepes Várm. földes Ura Márjásy Uraság, a’ kinek lakó helyével, és egyéb épületeivel díszesíttetik, lakosai katolikusok, és evangelikusok, fekszik Cseszánfalvának szomszédságában, az Ország úttyában, Ispotállya is vagyon, határja középszerű, vagyonnyai külömbfélék, fája mnd a’ két féle van, réttyei jók, eladásra könnyű módgyok van.”
1828-ban 70 házában 517 lakosa élt. A 19. században a Máriássy birtok egy részét a Wieland család vásárolta meg. Lakói mezőgazdasággal, erdei munkával, bányászattal foglalkoztak. Albrecht főherceg vasolvasztót alapított a községben.
Fényes Elek 1851-ben kiadott geográfiai szótárában így ír a faluról: „Markusfalva (Markschdorf), tót falu, Szepes vmegyében, a Hernád vizénél, Iglóhoz egy órányira: 476 kath., 27 evang. lak. Kath. paroch. Több szép kastély. Márványbánya. F. u. a Marjássy nemzetség.”
A 19. század második felében csatolták hozzá Csépánfalut. 1880 és 1890 között sok lakója kivándorolt. 1892-ben alapították fafeldolgozó és bányaipari üzemét. A trianoni diktátumig Szepes vármegye Iglói járásához tartozott.

## Népessége
| Év:            | 1994. | 2004.    | 2014.    | 2024.    |
| -------------- | ----- | -------- | -------- | -------- |
| Emberek száma: | 2835  | 3533     | 4252     | 4843     |
| Eltérés:       |       | +24,62 % | +20,35 % | +13,89 % |

| Év:            | 2023. | 2024.   |
| -------------- | ----- | ------- |
| Emberek száma: | 4796  | 4843    |
| Eltérés:       |       | +0,97 % |

1910-ben 1670-en lakták, ebből 1192 szlovák, 241 magyar és 123 német anyanyelvű, további lengyel és cigány kisebbséggel. Felekezet szerint 1489 római katolikus, 114 izraelita, 40 evangélikus, 21 görög katolikus, 4 református és 2 görög keleti vallású volt.
2001-ben 3243 lakosából 3004 szlovák volt.
2011-ben 3988 lakosából 3627 szlovák.

## Neves személyek
- Itt született 1689-ben Máriássy Sándor egri kanonok, szepesi nagyprépost.
- Itt született 1919. június 3-án Máriássy Félix Kossuth-díjas filmrendező, vágó.
- Itt született 1946. június 21-én Pavol Petruf történész.

## Nevezetességei

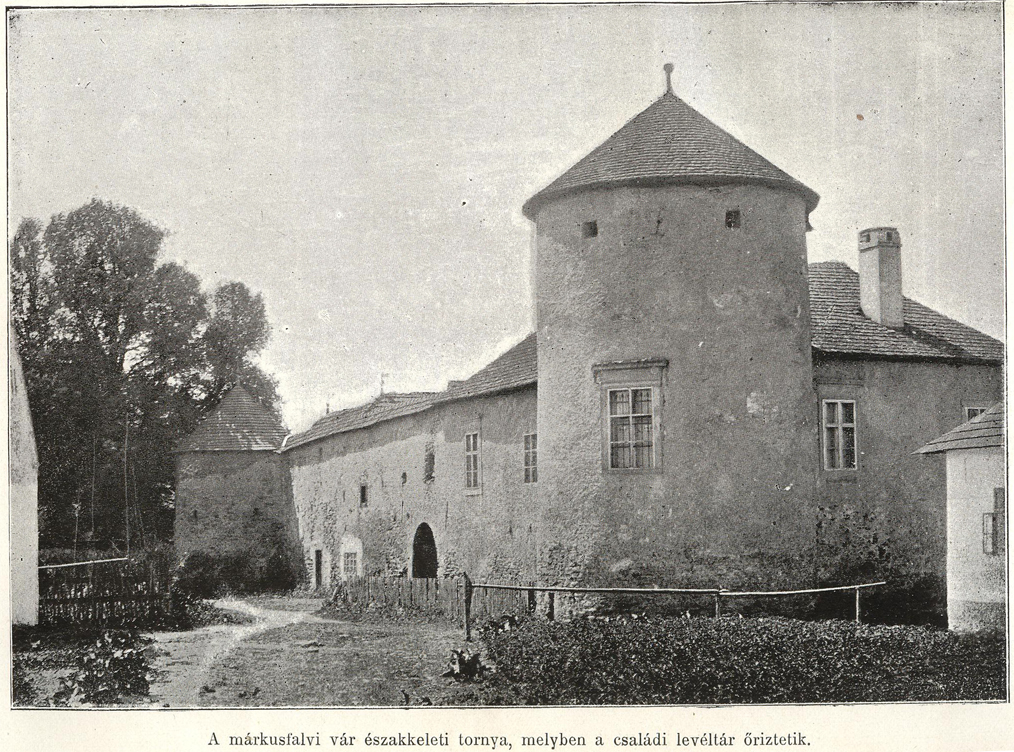
A Mariássy-kastély

- A falu feletti dombon állnak várának romjai.
- Szent Mihály plébániatemploma 1280 előtt épült, késő román stílusban.
- A faluban két további kastély is van, mindkettő 18. századi barokk, illetve barokk-klasszicista stílusú.